# Кордова (провинция, Испания)
Ко́рдова (исп. Córdoba) — провинция на юге Испании в составе автономного сообщества Андалусия. Административный центр — Кордова.

## География

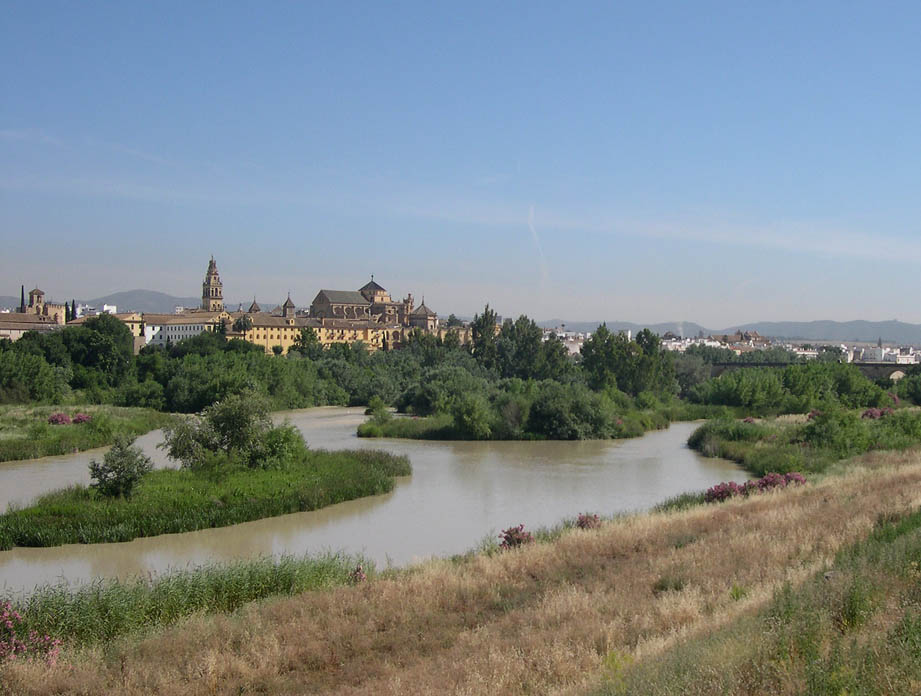
Гвадалкивир, Кордова

Территория — 13 769 км² (13-е место среди провинций страны).

## История
См. статью Кордовский халифат

## Демография
Население — 803 038 (18-е место по данным 2009 года).

## Экономика
Хлеб, овощи, фрукты, вино; значительное скотоводство. Добываются железо, медь, каменный уголь.